# Seznam madžarskih poslovnežev
Seznam madžarskih poslovnežev.

## C
- Sándor Csanyi

## F
- Pál Forgács?

## G
- István Garancsi
- András Gróf  (Andrew/Andy Grove)

## H
- Zsolt Hernádi

## L
- Estee Lauder

## M
- Lőrinc Mészáros
- József Molnár
- György Mosonyi

## S
- Pál Schmitt
- Lajos Simicska
- József Simola
- György Soros (George Soros)

## T
- István Tiborcz

## V
- József Vida